# 袁锦贵
袁锦贵（1950年—），中华人民共和国政治人物，福建上杭人。中国共产党党员。

## 生平
生于上杭县白砂乡，历任中共福建省纪委副书记、中共南平市委副书记；中共福建省纪委副书记、省监察厅厅长；中共莆田市委书记等职。2008年1月当选福建省第十一届人大常委会副主任。